# لارز
لارز (انگلیسی: LaRose) عنوان رمانی است از لوییز اردریک، نویسنده و شاعر آمریکایی که در سال ۲۰۱۶ منتشر گردید. کتاب لارز توسط نشریات متعددی مورد نقد و بررسی قرار گرفت و به عنوان رمان برگزیده توانست جایزه ملی حلقه منتقدان کتاب آمریکا را به دست آورد، کتاب نقدهای بسیار مثبتی هم از نشریات مختلف دریافت داشت که از میان آنها می‌توان به نیویورک تایمز، کانزاس‌سیتی استار، وین‌پگ‌فری پرس، واشینگتن پست، فیلادلفیا اینکوایرر، ای. وی. کلاب، سیدنی مورنینگ هرالد، یواس‌ای تودی و کرونیکل هرالد اشاره داشت

## ترجمه فارسی
کتاب لارز توسط نشر نون و به ترجمه سعید کلاتی منتشر شده‌است.